# Nuclear sí (single)

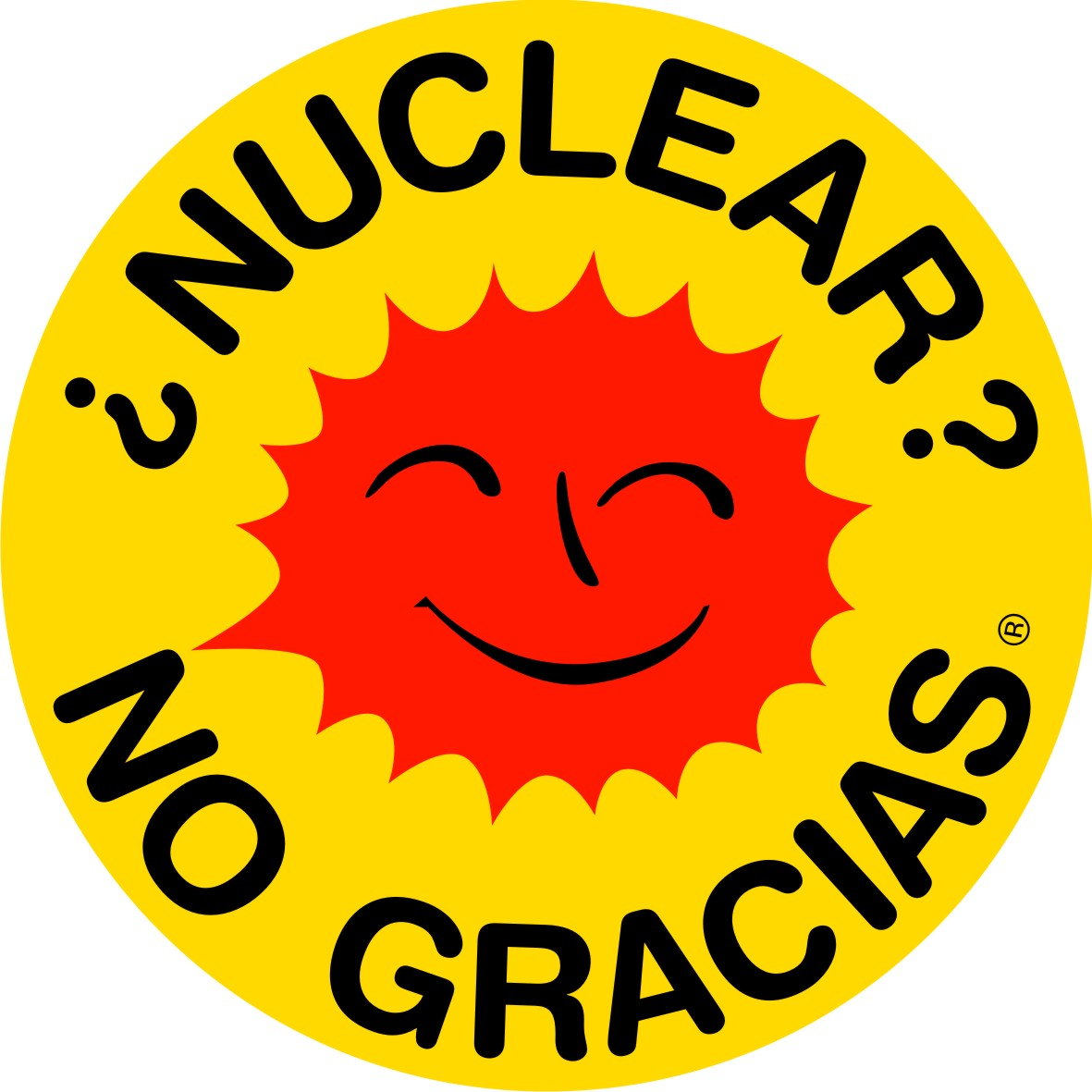
Emblema del «Sol sonriente» símbolo adoptado por los sectores antinucleares de todo el mundo.
El título de la canción Nuclear sí parodiaba al mencionado logotipo.

«Nuclear sí» es un sencillo del grupo musical Aviador Dro editado en febrero del año 1982. Fue la primera referencia del sello "DRO" (DRO-001).
Se grabó a finales del año 1981 en los estudios Doublewtronics de Madrid y producido por Jesús Gómez.
La tirada inicial fue de 1500 copias con portada fotocopiada y coloreada a mano en diversas combinaciones de colores. Posteriormente (en el mismo año) se hizo una 2.ª edición de 500 copias con portada fotocopiada en cartulina amarilla y una 3.ª con la portada impresa de un llamativo color naranja.
La canción vino inspirada por el cómic Mundo mutante creado y dibujado por Richard Corben, que representaba el holocausto atómico como una forma ambigua de renovación.

En sus inicios el tema fue polémico, criticado por sectores antinucleares de la población, que no entendían su mensaje irónico y humorístico.

Cabe citar como ejemplo la décima pregunta de la entrevista a Arturo Lanz (miembro fundador de la banda junto a Servando Carballar), publicada originalmente en el número 5 del fanzine “Revolución Neolítica”.

## Lista de canciones
| Título                         | Autor              | Duración |
| ------------------------------ | ------------------ | -------- |
| «Sintonía del refugio atómico» | Servando Carballar | 1:13     |
| «Nuclear sí»                   | Servando Carballar | 2:57     |
| «El retorno de Godzilla»       | Servando Carballar | 2:22     |
| «Varsovia en llamas»           | Servando Carballar | 3:32     |